# 보통강운하

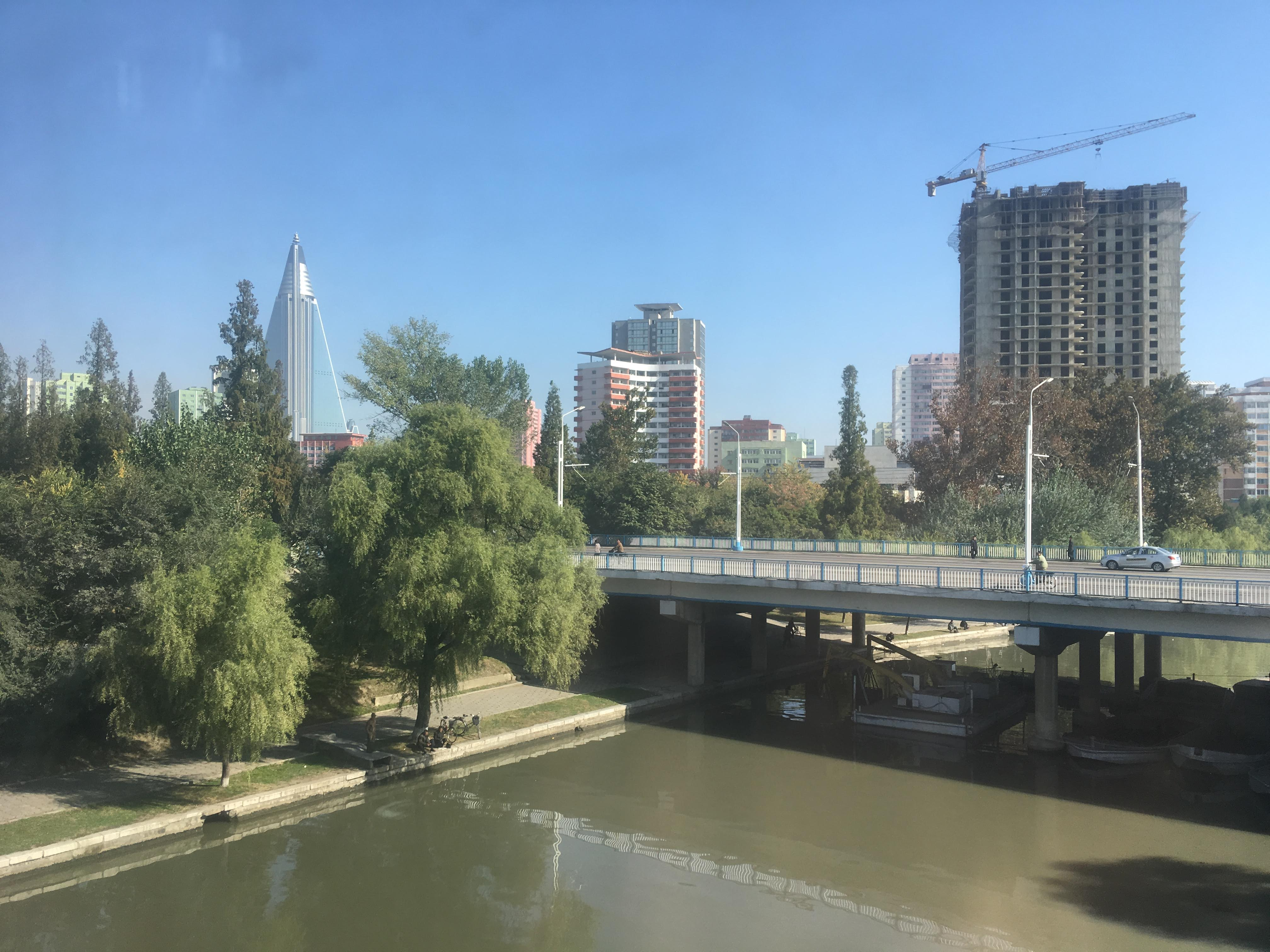

보통강운하(普通江運河)는 조선민주주의인민공화국 평양시 보통강구역을 둘러싼 강이다. 직강화하고 남은 기존의 보통강을 활용했다.